# Strobilanthes kunthiana
Kurinji, Neelakurinji
Espèce
Classification APG III (2009)
Strobilanthes kunthiana, en tamoul et en malayalam Kurinji ou Neelakurinji, est une espèce de plantes à fleurs de la famille des Acanthaceae. C'est un arbuste originaire d'Inde que l'on trouve dans les forêts de shola (en) des Ghats occidentaux au Kerala. Les Nilgiris, littéralement les montagnes bleues, tirent leur nom des fleurs bleu violacé de Neelakurinji qui ne fleurissent qu'une fois tous les 12 ans. De toutes les plantes fleurissant à long intervalle, Strobilanthes kunthiana est la plus rigoureusement prouvée, avec des floraisons documentées en 1838, 1850, 1862, 1874, 1886, 1898, 1910, 1922, 1934, 1946, 1958, 1970, 1982, 1994, 2006 et 2018. Ces floraisons ne correspondent pas aux cycles solaires.
D'autres espèces de kurinji, telles que Strobilanthes cuspidatus, fleurissent une fois tous les sept ans, puis meurent. Leurs graines germent ensuite et continuent le cycle biologique.
Les membres des tribus nomades Paliyan (en) vivant au Tamil Nadu les utilisaient comme référence pour calculer leur âge. Cette plante fleurit en septembre-octobre.

## Description
Le kurinji pousse entre 1300 à 2400 mètres d'altitude. Il fait généralement de 30 à 60 cm de haut. Il peut cependant dépasser largement 180 cm dans des conditions favorables.
Le kurinji appartient au genre Strobilanthes, qui a été décrit scientifiquement par Christian Gottfried Daniel Nees von Esenbeck au XIXe siècle. Le genre compte environ 250 espèces, dont au moins 46 se trouvent en Inde. La plupart de ces espèces présentent un comportement de floraison inhabituel, avec des cycles pouvant atteindre 16 ans.

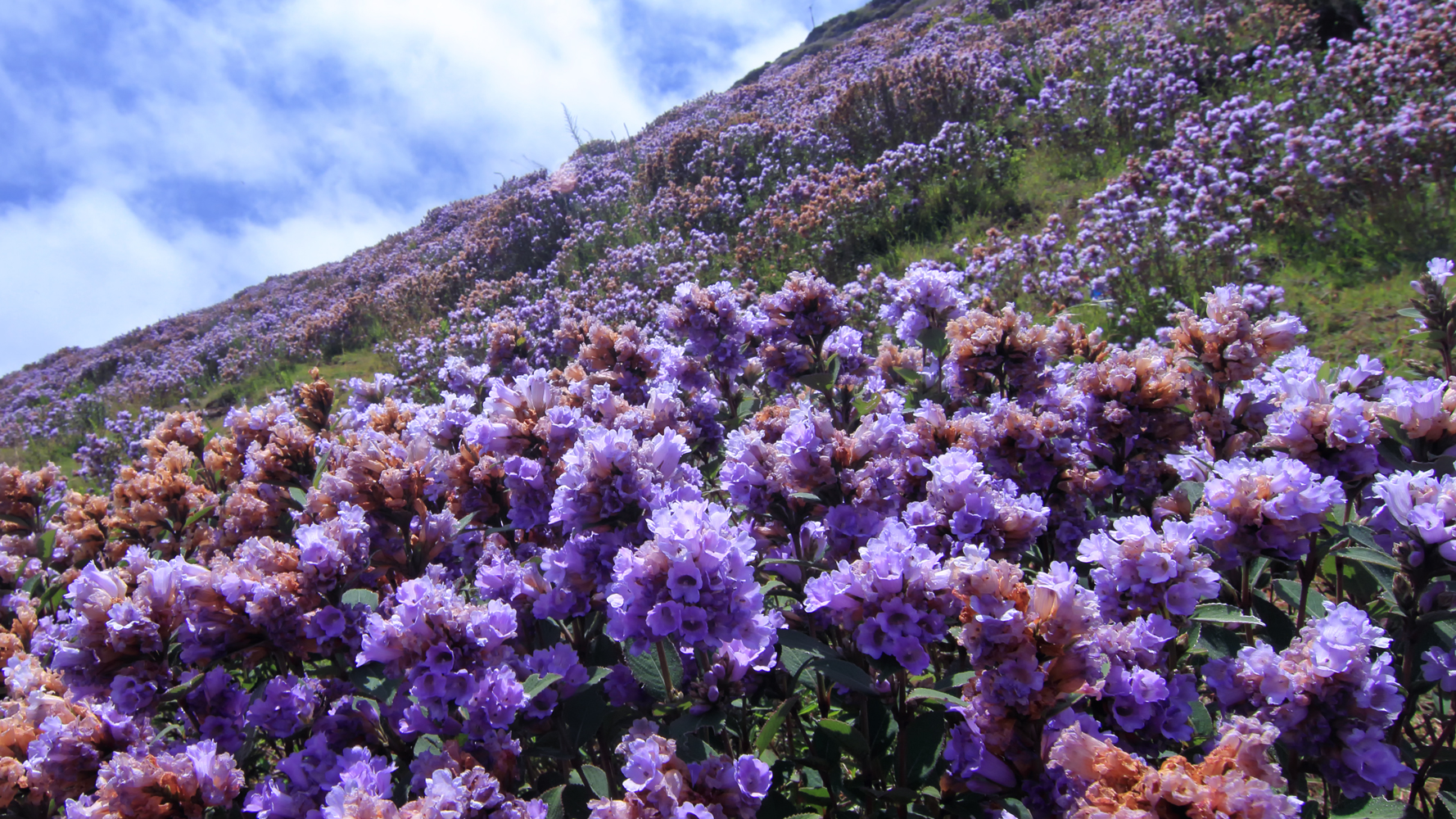
Floraison massive sur une colline du Tamil Nadu en 2018.

### Floraisons massives
Certaines espèces de Strobilanthes sont des exemples d'un phénomène d'ensemencement de masse appelé en anglais masting qui peut être défini comme « la production synchrone de semences à de longs intervalles par une population de plantes ». Au sens strict, ce phénomène ne se produit que chez les espèces monocarpiques (ou sémelpares) - les individus de l'espèce ne se reproduisent qu'une seule fois au cours de leur vie, puis meurent, comme c'est le cas de Strobilanthes kunthiana.

## Habitat
Les kurinjis couvraient autrefois les monts Anaimalai (en), les monts des Cardamomes, les Nilgiris, les monts Palni (en) et les Bababudangiris (en), formant comme un tapis pendant leur  floraison. Les constructions et les plantations occupent désormais une grande partie de leur habitat. Outre les Ghats occidentaux, l'espèce pousse ponctuellement dans les Ghats orientaux, dans les monts Shevaroy (en), dans les collines du district d'Idukki et du district de Palakad au Kerala et près de Sandur (en) dans le district de Bellary au Karnataka.

## Préservation
Le sanctuaire naturel de Kurinjimala (en) protège le kurinji sur environ 32 km2 de son habitat central au Kerala, dans les villages de Kottakamboor (en) et Vattavada (en) (district d'Idukki). Une association, le Save Kurinji Campaign Council, organise des campagnes et des programmes de préservation de la plante et de son habitat. Au Tamil Nadu, le temple Kurinji Andavar de Kodaikanal (dédié au dieu hindou Kârttikeya) protège aussi les Strobilanthes.